# Mulholland Drive (filme)
Mulholland Drive (prt: Mulholland Drive; bra: Cidade dos Sonhos) é um filme franco-estadunidense de 2001, dos gêneros drama e suspense, escrito e dirigido por David Lynch.
Estrelado por Naomi Watts e Laura Harring, o filme conta a história de Betty (Naomi Watts), uma aspirante a atriz que se muda para Los Angeles e encontra Rita (Laura Harring), uma misteriosa mulher que acabara de perder a memória num acidente de carro. 
Originalmente planejado para ser uma série de TV, grande parte da gravação foi feita em 1999. Entretanto, Lynch precisou fazer alterações de forma a transformá-lo num filme, uma vez que o projeto de série foi recusado. Ele evita explicar suas intenções para a narrativa, resumindo o filme apenas como "uma história de amor na cidade dos sonhos".
Categorizado como suspense psicológico, o filme deu a Lynch o Prix de la mise en scène (Prêmio de direção) no Festival de Cannes de 2001, além de uma indicação ao Oscar de Melhor Direção, Mulholland Drive ocupa a 8ª posição  na ultima edição do ranking de 250 filmes "The Greatest Films of All Time" da tradicional revista Sight & Sound. É considerado o melhor filme do século também segundo a lista dos 100 melhores, da BBC.

## Elenco
- Naomi Watts …. Betty Elms
- Laura Harring .... Rita
- Justin Theroux .... Adam Kesher
- Ann Miller .... Catherine 'Coco' Lenoix
- Lee Grant …. Louise Bonner
- Melissa George .... Camilla Rhodes
- Robert Forster.... Detetive Harry McKnight
- Brent Briscoe .... Detetive Neal Domgaard
- Dan Hedaya …. Vincenzo Castigliane
- Monty Montgomery …. Caubói
- Katharine Towne …. Cynthia Jenzen
- Lori Heuring …. Lorraine
- Billy Ray Cyrus …. Gene
- James Karen …. Wally Brown
- Chad Everett …. Jimmy Katz
- Geno Silva …. Gerente do hotel / Mestre de cerimônias
- Jeanne Bates …. Irene
- Mark Pellegrino …. Joe
- Patrick Fischler…. Dan
- Michael Cooke …. Herb
- Rebekah Del Rio …. A Chorona de Los Angeles

## Enredo
A tímida Betty (Naomi Watts) chega do Canadá a Los Angeles para realizar um sonho: tornar-se atriz. No caminho, conhece Rita (Laura Harring), que acabara de perder a memória num acidente de carro. Enquanto isso, o diretor de cinema Adam Kesher (Justin Theroux), procura uma atriz específica para seu filme, convencido por dois estranhos irmãos com jeito de mafiosos.

## Prêmios e indicações
| Prêmio                  | Categoria                    | Recipiente                                                              | Resultado |
| ----------------------- | ---------------------------- | ----------------------------------------------------------------------- | --------- |
| Oscar 2002              | Melhor direção               | David Lynch                                                             | Indicado  |
| Golden Globe 2002       | Melhor filme - drama         | Mary Sweeney, Alain Sarde, Neal Edelstein, Michael Polaire, Tony Krantz | Indicado  |
| Golden Globe 2002       | Melhor direção               | David Lynch                                                             | Indicado  |
| Golden Globe 2002       | Melhor roteiro               | David Lynch                                                             | Indicado  |
| Golden Globe 2002       | Melhor trilha sonora         | Angelo Badalamenti                                                      | Indicado  |
| Festival de Cannes 2002 | Palma de Ouro (melhor filme) | Mary Sweeney, Alain Sarde, Neal Edelstein, Michael Polaire, Tony Krantz | Indicado  |
| Festival de Cannes 2002 | Prêmio de direção            | David Lynch                                                             | Venceu    |
| BAFTA 2002              | Melhor montagem              | Mary Sweeney                                                            | Venceu    |
| BAFTA 2002              | Melhor trilha sonora         | Angelo Badalamenti                                                      | Indicado  |